# Opischnja
Opischnja (ukrainisch Опішня; russisch Опошня Oposchnja) ist eine Siedlung städtischen Typs in der zentralukrainischen Oblast Poltawa. Sie liegt oberhalb des rechten Ufers des Flusses Worskla.

## Geschichte
1658 wurde der Ort im Zuge eines Kosakenaufstands stark zerstört. Bereits 1786 arbeiteten in dem Ort 200 Töpfer.

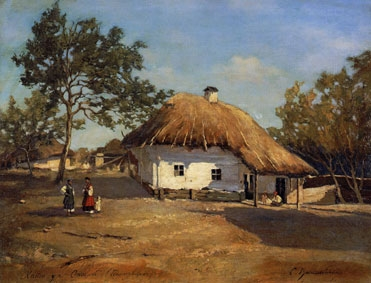
Hütte in Opischnja, Serhij Wassylkiwskyj 1900

## Infrastruktur und Wirtschaft
Opischnja ist für seine traditionellen Töpferwaren überregional bekannt. In Opischnja befindet sich das ukrainische Nationalmuseum für Keramikkunst und ein Forschungsinstitut für Keramik. Der Ort liegt an der Regionalstraße P–17 zwischen Poltawa und Ochtyrka bzw. Sumy.

## Verwaltungsgliederung
Am 13. September 2018 wurde die Siedlung zum Zentrum der neugegründeten Siedlungsgemeinde Opischnja (Опішнянська селищна громада/Opischnjanska selyschtschna hromada). Zu dieser zählen auch die 10 Dörfer Besruky, Chyschnjakiwka, Dibrowa, Hlynske, Jablutschne, Karabasiwka, Mali Budyschtscha, Miski Mlyny, Wasky und Wilchowe, bis dahin bildete sie zusammen mit den Dörfern Dibrowa, Jablutschne, Karabasiwka, Miski Mlyny, Wasky und Wilchowe die gleichnamige Siedlungsratsgemeinde Opischnja (Опішнянська селищна рада/Opischnjanska selyschtschna rada) im Südosten des Rajons Sinkiw.
Am 12. Juni 2020 kamen noch weitere 20 in der untenstehenden Tabelle aufgelistete Dörfer zum Gemeindegebiet.
Am 17. Juli 2020 kam es im Zuge einer großen Rajonsreform zum Anschluss des Rajonsgebietes an den Rajon Poltawa.
Folgende Orte sind neben dem Hauptort Opischnja Teil der Gemeinde:
| Name                     | Name            | Name                                 |
| ukrainisch transkribiert | ukrainisch      | russisch                             |
| ------------------------ | --------------- | ------------------------------------ |
| Babanske                 | Бабанське       | Бабанское (Babanskoje)               |
| Batky                    | Батьки          | Батьки (Batki)                       |
| Besruky                  | Безруки         | Безруки (Besruki)                    |
| Buchaliwka               | Бухалівка       | Бухаловка (Buchalowka)               |
| Chyschnjakiwka           | Хижняківка      | Хижняковка (Chischnjakowka)          |
| Derjahy                  | Деряги          | Деряги (Derjagi)                     |
| Dibrowa                  | Діброва         | Диброва (Dibrowa)                    |
| Drany                    | Драни           | Драны                                |
| Hlynske                  | Глинське        | Глинское (Glinskoje)                 |
| Jablutschne              | Яблучне         | Яблочное (Jablotschnoje)             |
| Karabasiwka              | Карабазівка     | Карабазовка (Karabasowka)            |
| Klymenky                 | Клименки        | Клименки (Klimenki)                  |
| Koltschenky              | Кольченки       | Кольченки (Koltschenki)              |
| Korljukowe               | Корлюкове       | Корлюково (Korljukowo)               |
| Kyrjakowe                | Кирякове        | Киряково (Kirjakowo)                 |
| Lasky                    | Лазьки          | Лазки (Laski)                        |
| Lawrynzi                 | Лавринці        | Лавринцы (Lawrinzy)                  |
| Mali Budyschtscha        | Малі Будища     | Малые Будища (Malyje Budischtscha)   |
| Miski Mlyny              | Міські Млини    | Миськи Млыны (Miski Mlyny)           |
| Myssyky                  | Мисики          | Мысики (Myssiki)                     |
| Popiwka                  | Попівка         | Поповка (Popowka)                    |
| Pruhly                   | Пругли          | Пруглы (Prugly)                      |
| Sajiky                   | Заїки           | Заики (Saiki)                        |
| Sajitschenzi             | Заїченці        | Заиченцы (Saitschenzy)               |
| Tschowno-Fedoriwka       | Човно-Федорівка | Челно-Федоровка (Tschelno-Fedorowka) |
| Ustymenky                | Устименки       | Устименки (Ustimenki)                |
| Wasky                    | Васьки          | Васьки (Waski)                       |
| Wilchowe                 | Вільхове        | Ольховое (Olchowoje)                 |
| Wintenzi                 | Вінтенці        | Винтенцы (Wintenzy)                  |
| Woloschkowe              | Волошкове       | Волошковое (Woloschkowoje)           |

## Persönlichkeiten
- Wirkungsort des Töpfers Fedir Tscherwinka
- Wirkungsort des Töpfers Wasyl Porsnyj
- Wirkungsort des Keramikkünstlers Jurih Lebischtschak (1893–1927)